# خورخه پیوتی
خورخه پیوتی (انگلیسی: Jorge Piotti؛ زادهٔ ۲۵ آوریل ۱۹۳۸) بازیکن فوتبال اهل آرژانتین است.